# Diary of a Wimpy Kid: Hard Luck
Diary of a Wimpy Kid: Hard Luck (Diário de um Banana: Maré de Azar no Brasil ou O Diário de um Banana: Ora Bolas! em Portugal) é o oitavo livro da série Diary of a Wimpy Kid (Diário de um Banana no Brasil e O Diário de um Banana em Portugal), escrito pelo autor estadunidense Jeff Kinney. Hard Luck foi lançado no dia 05 de novembro de 2013 nos Estados Unidos. A existência do livro foi anunciada no final do livro anterior da série, The Third Wheel (Segurando Vela no Brasil). Hard Luck foi lançado em 05 de novembro de 2013 nos Estados Unidos, com uma tiragem de 5,5 milhões de cópias e em 6 de novembro no Reino Unido, onde teve uma tiragem de 800 mil cópias.

## Sinopse
Greg Heffley está bolado. Seu melhor amigo, Rowley Jefferson, o abandonou, após iniciar um namoro com outra garota, e encontrar novos amigos na escola acabou se revelando uma tarefa muito difícil. Para mudar de estratégia, Greg decide arriscar e tomar decisões de acordo com sua sorte. Será que um lance de dados pode mudar as coisas, ou a vida de Greg está destinada a ser apenas uma maré de azar?

## Recepção
Booklist deu uma crítica positiva para Hard Luck, comentando que "Kinney atinge na mosca neste livro, exagerando as provações da adolescência apenas o suficiente para torná-los reais, enquanto habilmente expõe as inseguranças atrás das bravuras de Greg com seus desenhos simples". A Publishers Weekly escreveu que "a fórmula do livro é semelhante aos livros anteriores de Kinney e que os fãs da série provavelmente também vão desfrutar de um presente."